# Antony de Ávila
Antony William de Ávila Charry (Santa Marta, 21 dicembre 1963) è un ex calciatore colombiano, di ruolo attaccante.

## Carriera

### Club
La carriera di de Ávila inizia nell'América de Cali, squadra colombiana tra le più importanti del suo paese, dove rimane dal 1983 al 1987, vincendo cinque titoli nazionali consecutivi. Nella stagione 1987-'88 de Ávila passa agli argentini dell'Unión de Santa Fe, squadra i cui rimane solo per una stagione, prima di tornare all'América, dove vince altri due titoli colombiani. Con la società di Cali de Ávila conta 470 presenze in campionato e 169 gol, record di marcature del club.
Nel 1995, dopo Stati Uniti 1994, El Pitufo (il puffo) si trasferisce negli Stati Uniti d'America, ai New York MetroStars, dove disputa due buone stagioni segnando 15 reti in 31 presenze, segnalandosi tra i migliori giocatori della squadra. Nel 1997 sceglie di passare agli ecuadoriani del Barcelona Sporting Club di Guayaquil, per chiudere la carriera. Dopo aver giocato il mondiale di Francia 1998, de Ávila sceglie di ritirarsi, a 36 anni, nel 1999.
De Ávila ha raggiunto ben 5 volte la finale della Copa Libertadores, 4 con l'América e una col Barcelona, senza però mai riuscire ad aggiudicarsi il trofeo. Con i suoi 29 gol segnati complessivamente, de Ávila è il sesto miglior marcatore della competizione.
De Ávila torna al calcio giocato a 46 anni, firmando un contratto nel mese di luglio 2009 con l'América de Cali, ritirandosi poi nel novembre 2009.

### Nazionale
Con la Colombia Antony de Ávila ha segnato 13 reti in 51 partite, partecipando a due mondiali (Stati Uniti 1994 e Francia 1998) e a diverse edizioni della Copa América, come quella del 1989 e quella del 1991.

## Controversie
Ricercato per traffico di droga e produzione di sostanze stupefacenti, il 20 settembre 2021 è stato arrestato a Napoli dopo 17 anni di latitanza. Era legato al cartello di Cali.

## Palmarès

### Club
- Campionato colombiano: 7

América de Cali: 1982, 1983, 1984, 1985, 1986, 1990, 1992
- Campionato ecuadoriano: 1

Barcelona SC: 1997

### Individuale
- Capocannoniere del campionato colombiano: 1

1990 (25 gol)
- Capocannoniere della Coppa Libertadores: 1

1996 (11 gol)